# Maximilian I al Mexicului
Maximilian I al Mexicului (n. 6 iulie 1832 – d. 19 iunie 1867; născut arhiducele Ferdinand Maximilian Joseph al Austriei) a fost membru al Casei Imperiale de Habsburg-Lorena.  După o carieră distinsă în armata austriacă, a fost proclamat împărat al Mexicului la 10 aprilie 1864 în timpul celui de-al doilea imperiu mexican, cu sprijinul lui Napoleon al III-lea al Franței și a unui grup de fruntași mexicani monarhiști.  Mai multe guverne străine au refuzat să recunoască guvernul lui Maximilian. Statele Unite vedeau în alegerea unui prinț european ca șef al unui stat american ca o încălcare a doctrinei Monroe; ele nu au recunoscut pe Maximilian. Aceasta a contribuit la asigurarea succesului forțele liberale conduse de Benito Juárez, iar Maximilian a fost executat după capturarea acestuia de către liberali în 1867.
În Mexic, el și cu soția sa sunt cunoscuți ca Maximiliano și Carlota.

## Primii ani

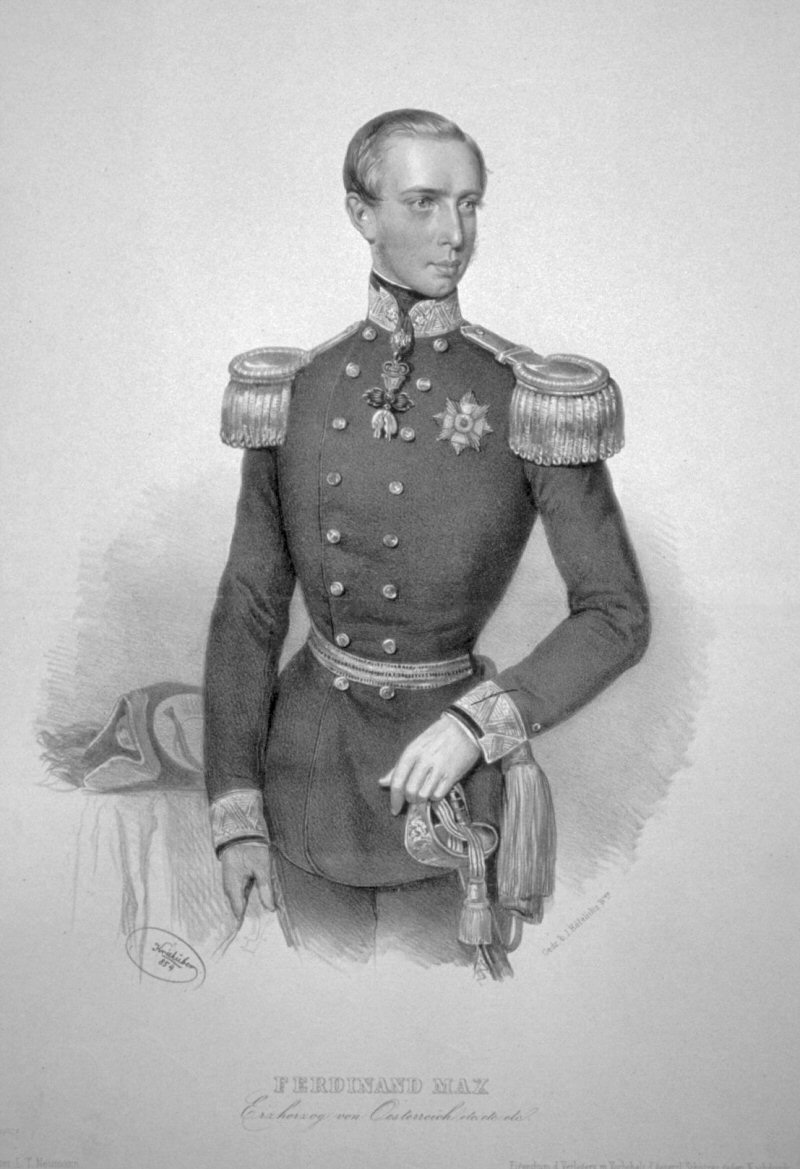
Arhiducele Ferdinand Maximilian ca tânăr ofițer.

Viitorul împărat al Mexicului s-a născut la Palatul Schönbrunn din Viena; a fost al doilea fiu al Arhiducelui Franz Karl al Austriei și a soției lui, Prințesa Sofia de Bavaria. Frații lui erau Arhiducele Franz Josef (mai târziu împăratul Franz Iosif I al Austriei), Arhiducele Karl Ludwig, Arhiducesa Maria Anna Caroline Pia și Arhiducele Ludwig Viktor. 
Nu este bine documentată suspiciunea că Ferdinand Max n-a fost copilul Prințesei Sofia cu Franz Karl. Mulți europeni și în particular vienezi, au suspectat că de fapt Maximilian este copilul lui Napoleon al II-lea al Franței. Cei care credeau acest lucru citau relația apropiată nefirească care a existat între Sofia și Napoleon al II-lea (s-a spus că Sofia nu și-a revenit niciodată după decesul lui și că a dat vina pe  Metternich pentru tot restul vieții ei) și că de la naștere, statura lui Maximilian semăna cu a lui Napoleon mai mult decât cu a lui Franz Karl, a fratelui său mai mare sau a oricăruia dintre frații mai mici .